# Kongruentnost matrik
Kongruentnost matrik je odnos med dvema matrikama. Dve matriki {\displaystyle A\,} in {\displaystyle B\,} sta kongruentni nad obsegom, če zanju obstoja takšna obrnljiva matrika {\displaystyle P\,}, da velja
{\displaystyle P^{T}AP=B\,}
kjer je {\displaystyle P^{T}} transponirana matrika matrike {\displaystyle P\,}
Kongruentnost matrik je ekvivalenčna relacija. Kongruentnost matrik opazimo pri spremembi baze pri Gramovih matrikah.